# Gravensteen (Zierikzee)

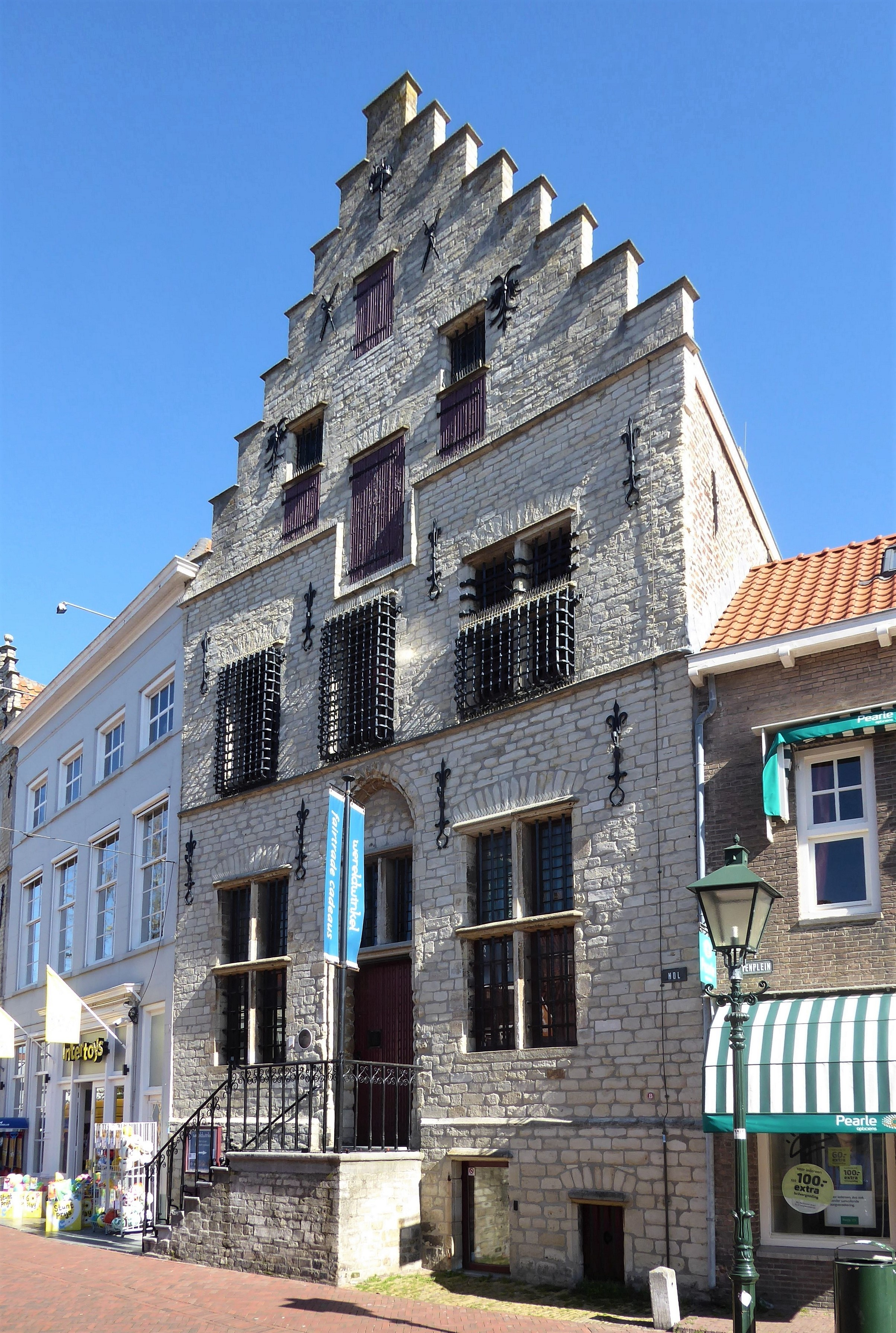
Das Haus Gravesteen in Zierikzee

Das Haus Gravensteen (deutsch: Grafenstein) ist ein denkmalgeschütztes Bauwerk in Zierikzee in der niederländischen Provinz Zeeland. Die Einstufung als Rijksmonument erfolgte 1966. Das Gebäude ist heute ein Teil des Stadhuis Museum.

## Geschichte
Das Haus Gravensteen ist ein spätgotisches Stufengiebelhaus, das in den Jahren 1524 bis 1526 nach einem Entwurf von Herman van Aecken aus Antwerpen als Nebengebäude und  Gefängnis des städtischen Gerichtsgebäudes erbaut wurde. Der Giebel zur Straße wurde in belgischem Sandstein ausgeführt und nicht in dem für die Region typischen Backstein. im Untergeschoss hat sich ein Eingangspodest mit einem schmiedeeisernen Tor aus dem 16. Jahrhundert erhalten, das Hauptportal befindet sich in einer gotischen Spitzbogennische. Der Treppengiebel ist mit Zierankern versehen, die unter anderem in Form von Emblemen des Hauses Habsburg und des Goldenen Vlieses geschmiedet sind. Die unteren Fenstern sind mit Eisengittern gesichert und im Obergeschoss mit Gitterkörben ausgestattet. Der originale Holzrahmen ist im Inneren noch vorhanden. Im ersten Stock hat sich auch der Zellentrakt erhalten. Das Gebäude diente bis 1923 als Gefängnis und enthielt auch Räume für den Vogt sowie für den Kerkermeister. Das Innere wurde 1967 grundlegend restauriert, das Äußere in den Jahren 1982/83.